# Jordi Pàmias i Grau
Jordi Pàmias i Grau (Guissona, Segarra, 12 de febrer de 1938) és un poeta català.

## Biografia
Estudià llengües romàniques a la Universitat de Barcelona amb Antoni Badia i Margarit, Martí de Riquer, José Manuel Blecua Perdices i Francesc Marsà. Després treballà com a professor de literatura a Guissona, Bellpuig i Lleida. És membre i soci d'honor de l'Associació d'Escriptors en Llengua Catalana (AELC) i del PEN català. Ha rebut nombrosos guardons literaris. El 1999 va rebre la Creu de Sant Jordi.[
El seu primer llibre de poemes, La meva casa, es va publicar l'any 1969 arran de guanyar el Premi Joan Salvat Papasseit. Després va publicar altres poemaris, també mereixedors de premis diversos. D'entre ells, Flauta del sol (premi Carles Riba, 1978), Àmfora grega (premi Vicent Andrés Estellés, 1985) o Narcís i l'altre (premi Miquel de Palol, 2001 i premi Josep M. Llompart al millor llibre de l'any, 2002).
També ha conreat altres gèneres, com ara el teatre (Camí de mort, 1979) i l'assaig (Quadern de tres estius, 1986).
És soci d'honor de l'Associació d'Escriptors en Llengua Catalana des del 2013. El 2017 rep el XVII l Premi Jaume Fuster dels Escriptors en Llengua Catalana, un reconeixement dels companys d'ofici a la seva trajectòria i a la qualitat de la seva obra. La seva trajectòria és reconeguda, el 2018, amb el Premi Nacional de Cultura de la Generalitat de Catalunya.

## Obres

### Poesia
- La meva casa (Barcelona: Josep Pedreira, 1972)
- Fantasia per a ús de la gent sàvia i d'altres poemes (Barcelona: Josep Pedreira, 1974)
- Cançons de la nit benigna (1975, Manacor: Ajuntament de Manacor, Col. Tià de Sa Real, 1980)
- Clam de la neu (1977)
- Flauta del sol (Barcelona: Proa, 1978) Premi Carles Riba de poesia
- El foc a la teulada. Obra poètica I (Barcelona: Llibres del Mall, 1982)
- Lluna d'estiu (Barcelona: Proa, 1985)[4]
- Àmfora grega (València: Tres i Quatre, 1985) Premi Vicent Andrés Estellés
- La nit en el record. Obra poètica II (Barcelona: Llibres el Mall, 1986)
- El camí de ponent (Barcelona: Edicions 62, 1990)
- L'alegria velada (Barcelona: Columna, 1992)
- Entre el record i el somni (Barcelona: Columna, 1992) Premi Ciutat de Palma 1991
- La plana verda (Lleida: Pagès, 1994)
- La fuga del mil·lenni (Barcelona: Proa, 2000)
- Narcís i altre (Barcelona: Empúries, 2002) Premi Miquel de Palol, 2001[5]
- Terra cansada (Catarroja: Perifèric, 2004) Premi Crítica Serra d'Or de poesia, 2005
- Lluna d'estiu (obra poètica III) (Lleida: Pagès, 2004)
- La nit en el record (obra poètica, II (Lleida: Pagès, 2006)
- La veu de l'àngel (Barcelona: Proa, 2009)
- El do de la paraula (obra completa, IV) (Lleida: Pagès, 2010)
- Incerta vida (Lleida: Alfazeta 2011), antologia
- Terra, mite, àngel (obra completa, V) (Lleida: Pagès, 2014)
- Ronda dels dies (Lleida: Pagès, 2016)
- La paraula i el cant, pròleg de Lluís Calvo (Palma: Lleonard Muntaner, 2019)
- Passió d'Israel. Un viatge a Terra Santa (Juneda: Editorial Fonoll, 2025)

### Teatre
- Camí de mort (Barcelona: Edicions 62, 1979; Pollença: El Gall editor, 2005)

### Assaig
- Quadern de tres estius (Barcelona: Laia, 1986), dietari
- Joan Barceló. Obra i retrat (Menàrguens: Ajuntament de Menàrguens, 1990)
- Des de la foscor: Un dietari dels anys 60 (Catarroja: Perifèric, 2007)

### Novel•la
- La claror de la neu (Lleida: Pagès, 2025)